# Saint-Vincent-de-Salers

Saint-Vincent-de-Salers este o comună în departamentul Cantal, Franța. În 1 ianuarie 2022 avea o populație de 70 de locuitori.